# 此生未完成
《此生未完成》是一本记叙了作者于娟抗癌生活的遗作。本书因反映了作者令人唏嘘和感叹的人生经历，引发舆论关注。

## 作者
于娟（1978年—2011年4月19日），祖籍山东济宁，生前先后就读于上海交通大学、复旦大学、奥斯陆大学，2008年3月起在复旦大学社会学系任教。2010年元旦被确诊为乳腺癌晚期，其后于娟以“活着就是王道”为名开通了新浪博客，撰写包含生活点滴的抗癌日记。2011年4月，于娟因病情恶化去世，年仅32岁，同年5月，汇编自其博客的《此生未完成》一书在复旦大学首发，其版权收益按照于娟遗愿全部用于建设能源林。